# Apanthuroides foveolata
Apanthuroides foveolata är en kräftdjursart som först beskrevs av Brian Frederick Kensley 1978.  Apanthuroides foveolata ingår i släktet Apanthuroides och familjen Anthuridae. Inga underarter finns listade i Catalogue of Life.